# Жиров, Фёдор Васильевич
Фёдор Васильевич Жиров (4 марта 1911, Симферополь — 17 апреля 1972, Москва) — советский флотоводец, участник Великой Отечественной войны, контр-адмирал (31 мая 1954). Военно-морской атташе при посольстве СССР во Франции.

## Биография
Родился 4 марта 1911 года в городе Симферополь Таврической губернии, украинец. Учился в школе № 9 Симферополя. В ВМФ СССР с 1933 года. Окончил курсы ускоренной подготовки комсостава Балтийского флота (декабрь 1935). Командир башни линкора «Марат» (январь 1936 — февраль 1938). Окончил артиллерийский отдел Курсов комсостава ВМС РККА (ноябрь 1938). Член ВКП(б) с 1939 года. Инспектор (ноябрь 1938 — октябрь 1939), инспектор артиллерийского отдела Управления военно-морских учебных заведений Наркомата ВМФ (октябрь 1939 — май 1940), командир боевой части-2 (май — ноябрь 1940), старший помощник (ноябрь 1940 — декабрь 1941), капитан 3-го ранга, командир крейсера «Коминтерн» (декабрь 1941 — сентябрь 1942) Черноморского флота, в составе которого вступил в Великую Отечественную войну, участвовал в обороне Одессы, обороне Севастополя.
Начальник планового отделения боевой подготовки штаба флота (сентябрь 1942 — март 1943), командир эсминца «Незаможник» (март — апрель 1943). Командир крейсера «Молотов» (апрель 1943 — апрель 1944). Под вымпелом контр-адмирала Басистого Н. Е. вместе с лидером «Харьков» участвовал в неудачном набеге 2-3 августа 1943 года на Феодосию, был сильно повреждён авиацией.
Командир эсминца «Бодрый» (апрель 1944 — ноябрь 1945), эсминца «Сообразительный» (ноябрь 1945 — май 1946; октябрь 1946 — февраль 1947), группы кораблей «ЭОН-22» (май — октябрь 1946), крейсера «Красный Крым» (февраль 1947 — ноябрь 1948) Черноморского флота.
Из наградного листа 1945 года: «Товарищ Жиров, будучи командиром крейсера „Коминтерн“, участвовал в боевых операциях флота по обороне Одессы и Севастополя, обстрелу побережья. Участвовал в Феодосийской операции, сделав пять минных постановок, проконвоировал 17 транспортов и сам перевез на фронт 4100 тонн боезапаса, 2690 тонн разных грузов, 16 776 бойцов. Несмотря на старость крейсера, изношенность механизмов и неоднократные повреждения от авиабомб противника, личный состав крейсера под умелым руководством товарища Жирова точно и в срок выполнял боевые приказы командования».
Окончил Академические курсы офицерского состава при Военно-морской академии им. К. Е. Ворошилова (январь 1950). Командир бригады эсминцев Северного флота (январь 1950 —март 1951).
В распоряжении Главного штаба ВМС (март 1951 — июль 1952), старший инспектор по флоту Главной инспекции ВМС (июль 1952 — май 1953), МО СССР (май 1953 —август 1958). Присвоено звание контр-адмирал (31 мая 1954). Военно-морской атташе при посольстве СССР во Франции (август 1955 — август 1960). В распоряжении главкома ВМФ (август 1960 — июль 1961), в резерве ГРУ Генштаба по должности начальника направления (июль — ноябрь 1961). Начальник морской группы при специальной секции Научного совета Государственного комитета СМ СССР по науке и технике (декабрь 1967 — июнь 1971).
С июня 1971 в отставке. Умер в Москве 17 апреля 1972 года и похоронен на Кузьминском кладбище.

## Награды
Награждён двумя орденами Красного Знамени (1943, 1954), орденом Нахимова II ст. (1945), Отечественной войны I (1985) и II (1945) ст., Красной Звезды (1949), медалями.

## Память
Именем Ф. В. Жирова на его родине в Симферополе названа улица.